# SIGIRR
Single Ig IL-1-related receptor (SIGIRR), též známý jako Toll/Interleukin-1 receptor 8 (TIR8) nebo Interleukin-1 receptor 8 (IL-1R8), je transmembránový protein kódovaný genem SIGIRR, který se podílí na regulaci zánětu, imunitní odpovědi a vývoji kolorektálního karcinomu.

## Gen
Lidský gen SIGIRR je lokalizován na 11. chromozomu. Skládá se z 10 exonů a jeho délka je přibližně 11 700 párů bazí. U myši se nachází na chromozomu 7, kde se skládá z 9 exonů a jeho délka je přibližně 9 400 párů bází.

## Struktura
SIGIRR je 410 aminokyselin dlouhý protein. Na rozdíl od ostatních členů proteinové rodiny Interleukin-1 receptoru má pouze jednu imunoglobulinovou (Ig) doménu ve své N-koncové extracelulární části místo třech Ig domén. Po extracelulární Ig doméně následuje transmembránová doména, která je inkorporována do cytoplazmatické membrány buňky. Na svém C konci v intracelulárním prostoru má SIGIRR TIR doménu a 95 aminokyselin dlouhou C koncovou sekvenci, která není přítomna v dalších proteinech z rodiny Interleukin-1 receptoru. V případě proteinu SIGIRR nacházíme TIR doménu s určitými odlišnostmi. Ve své terciární struktuře SIGIRR postrádá aminokyseliny Ser447 a Tyr536, které jsou důležité pro signalizaci pomocí IL-1R1. Místo těchto aminokyselin nacházíme aminokyseliny Cys222 a Leu305. Funkční důležitost těchto rozdílů je zatím neznámá. Aminokyselinové sekvence lidského a myšího proteinu SIGIRR jsou z 82 % identické a jsou celkově z 23 % identické s IL-1R1. Extracelulární část proteinu SIGIRR podléhá glykosylační modifikaci a ztráta této modifikace vyústí v poruchu jeho funkce.

## Exprese
SIGIRR je exprimován v několika epiteliálních tkáních – konkrétně v epiteliálních buňkách ledvin, trávicího traktu, jater, plic a lymfoidních orgánů. Také je exprimován v monocytech, B lymfocytech, T lymfocytech, dendritických buňkách a NK buňkách. Obecně je jeho exprese snížena během zánětu nebo infekce. Redukce v jeho expresi byla také nalezena u pacientů s chronickou lymfoidní leukemii, nebo v buňkách kolorektálního karcinomu. V lidských buňkách kolorektálního karcinomu byla pozorována zvýšená exprese jedné varianty proteinu SIGIRR. Tato varianta postrádá exon 8, nepodstupuje glykosylační modifikaci a její funkce je narušena. Tato varianta také inhibuje glykosylaci varianty divokého typu a její transport na cytoplazmatickou membránu.
Jeden z objevených transkripčních faktorů, který reguluje expresi proteinu SIGIRR, je SP1. SP1 se váže na proximální část promotoru pro gen SIGIRR a indukuje jeho transkripci. Vazba transkripčního faktoru SP1 na promotor je inhibována aktivací MAP kinázy p38, která je aktivována pomocí signalizace receptoru TLR4. Podání malého množství lipopolysacharidu (ligand receptoru TLR4) myším způsobí snížení exprese proteinu SIGIRR.

## Funkce
SIGIRR negativně reguluje aktivaci receptorů IL-1R1, IL18R1, IL-1R5/ST2, TLR4, TLR7, TLR3, TLR9 a TLR1/2 a inhibuje aktivaci transkripčního faktoru NF-κB a MAP kinázy JNK.
SIGIRR interaguje s IL-1R1, když dojde k jeho vazbě na ligand IL-1. N koncová extracelulární imunoglobulinová doména asociuje s IL-1R1 a blokuje jeho heterodimerizaci s interakčním partnerem IL-1RAP. Navíc C koncová TIR doména proteinu SIGIRR váže další proteiny podílející se na signalizaci receptoru IL-1R1 a zabraňuje vystavení funkčního signalizačního komplexu. Odstranění těchto domén naruší regulační aktivitu proteinu SIGIRR. SIGIRR používá trochu odlišný mechanismus pro regulaci receptoru TLR4. Také dochází k jeho vazbě na receptorový komplex, který se vystavuje při aktivaci TLR4. TIR doména proteinu SIGIRR je esenciální pro interakci s TLR4 a také interaguje s proteiny, které se podílí na signalizaci přes TLR4. Naproti tomu extracelulární imunoglobulinová doména proteinu SIGIRR je postradatelná pro inhibici signalizace přes TLR4. Existují 2 navržené mechanismy pro vysvětlení toho, jak SIGIRR inhibuje signalizaci TLR4. První mechanismus je, že SIGIRR blokuje vytvoření signalizačního komplexu u aktivovaného TLR4. Druhý mechanismus je, že SIGIRR zabraňuje přechodu tohoto komplexu do cytosolu. SIGIRR inhibuje přenos signálu pomocí své interakce s Toll-like receptory, IL-1R1 a dalšími signalizačními komponentami. Tímto způsobem se tedy podílí na negativní regulaci zánětu. SIGIRR také zabraňuje homodimerizaci proteinu MYD88 a také zabraňuje signalizaci přes adaptorový protein TRIF, který používá například receptor TLR3.
Negativní regulaci signalizace přes IL-1R zprostředkovaná proteinem SIGIRR ovlivňuje diferenciaci Th17 lymfocytů. IL-1 podporuje diferenciaci Th17 lymfocytů a expresi transkripčních faktorů RORγt a IRF4. Podání tohoto cytokinu také aktivuje kinázu mTOR a podpoří proliferaci Th17 lymfocytů. SIGIRR-deficientní T lymfocyty postrádají tuto negativní regulaci a v tomto případě dojde větší diferenciaci a proliferaci Th17 lymfocytů závislé na kináze mTOR. SIGIRR také negativně reguluje signalizaci Toll-like receptorů, IL-1R a následující aktivaci mTOR v případě aktivace epiteliálních buněk střevního epitelu. Ligandy pro Toll-like receptory ve střevě jsou hlavně složky střevní mikroflóry. Deficience proteinu SIGIRR nebo exprese jeho mutované formy v těchto buňkách vede k signalizaci podporující zánět, proliferaci a také ke zvýšení incidence nádorů a jejich velikosti.

### SIGIRR jako koreceptor receptoru IL-1R5 pro vazbu IL-37
SIGIRR se podílí na zprostředkování protizánětlivé signalizace aktivované pomocí IL-37. SIGIRR interaguje s IL-37 a IL-18R1 a vytváří signalizační komplex. Tento komplex přenáší protizánětlivý signál a je kriticky důležitý pro vyvolání účinků IL-37. Signalizace tohoto komplexu způsobí inhibici aktivace transkripčního faktoru NF-Κb, kináz mTOR, TAK1, FYN, p38, JNK, ERK a také způsobí aktivaci fosfatázy PTEN, kinázy MER, transkripčního faktoru STAT3 a adaptorového proteinu p62 (DOK1). Podání IL-37 myším před podáním lipopolysacharidu snížilo pozorovanou hladinu prozánětlivých cytokinů a také snížilo jejich ztrátu tělesné váhy a hypotermii. Tento efekt podání IL-37 byl zrušen pomocí delece SIGIRR, redukce jeho exprese nebo pomocí neutralizace IL-37 pomocí protilátek.
Navíc IL-37 má podíl na regulaci metabolismu. Stimulace buněk kosterního svalstva pomocí IL-37 zvýšila hladinu AMP-závislé kinázy a zvýšila její aktivaci. To vedlo ke zvýšení intenzity oxidativní fosforylace, krebsova cyklu, metabolismu aminokyselin a metabolismu nukleotidů. Dále bylo pozorováno už dříve popsané snížení hladiny prozánětlivých mediátorů. K této odpovědi na IL-37 nedocházelo v případě deficience proteinu SIGIRR.